# Walter Fabics
Walter Fabics (* 15. September 1931 in Wien; † 9. November 2017) war ein österreichischer Politiker (SPÖ). Er war von 1985 bis 1987 Abgeordneter zum Burgenländischen Landtag.

## Leben
Fabics lebte ab 1932 in Stegersbach und besuchte hier die Volksschule. Danach war er als Arbeiter tätig und wurde 1962 Partieführer in der Straßenverwaltungsstelle Stegersbach des Baubezirksamts Oberwart.
Am 22. September 2011 wurde Fabics durch den Gemeinderat nach Beschluss vom 19. Mai 2011 in Anerkennung seiner Verdienste um die Gemeinde die Ehrenbürgerschaft der Gemeinde Stegersbach verliehen. Bereits 1999 wurde er mit dem Ehrenring der Marktgemeinde Stegersbach ausgezeichnet.
Fabics verstarb am 9. November 2017. Er wurde in Stegersbach beerdigt.

## Politik
Fabics begann seine politische Karriere 1945 bei der Sozialistischen Jugend in Stegersbach, der er bis 1950 angehörte. Danach wurde er Mitkassier der SPÖ-Stegersbach und übernahm 1962 die Rolle des geschäftsführenden Ortsparteiobmanns, bevor er 1964 zum Ortsparteiobmann gewählt wurde. Ab 1972 wirke er als Kammerrat der Burgenländischen Arbeiterkammer und ab 1966 als Gemeinderat. 1982 stieg er zum 2. Vizebürgermeister auf, 1983 übernahm er das Amt des Bürgermeisters, das er bis 1997 bekleidete. Zudem war er ab 1965 Vorstandsmitglied des SPÖ-Bezirksausschusses Güssing. Fabics vertrat die SPÖ vom 1. Oktober 1985 bis zum 30. Oktober 1987 im Landtag. 